# Одавде до вечности (филм)
Одавде до вечности (енгл. From Here to Eternity) је амерички љубавни ратни драмски филм из 1953. године, режисера Фреда Зинемана, снимљен по истоименом роману Џејмса Џоунса. Филм прати тројицу војника, које глуме Берт Ланкастер, Монтгомери Клифт и Френк Синатра, стациониране на Хавајима током месеци који претходе нападу на Перл Харбор. Дебора Кер и Дона Рид глуме жене у њиховим животима.
Филм је био номинован за тринаест Оскара, а освојио је осам, укључујући оне за најбољи филм, најбољег редитеља (Фред Зинеман), најбољи адаптирани сценарио, најбољег споредног глумца (Френк Синатра) и најбољу споредну глумицу (Дона Рид).
Године 2002, Конгресна библиотека је изабрала Одавде до вечности за чување у Националном регистру филмова Сједињених Држава због „културног, историјског или естетског значаја”.

## Радња
Године 1941, војни трубач Роберт Е. Ли Пруит прелази из Форт Шафтера у стрељачку чету у касарни Скофилд на острву Оаху. Пошто је Пруит такође био боксер, капетан Дејна „Динамит” Холмс га жели у боксерском тиму свог пука, али Пруит одбија. Сходно томе, Холмс загорчава Пруитов живот и на крају наређује нареднику Милтону Вордену да организује војни суд. Ворден предлаже удвостручење казне за Пруитову чету као алтернативу. Пруит добија најгоре задатке, а подржава га само његов блиски пријатељ, редов Анџело Маџио.
Пруит и Маџио се учлањују у друштвени клуб где Пруита привлачи Лорена. Пруит јој се поверава да је одустао од бокса након што је ослепео свог спаринг партнера. У клубу, Маџио се свађа са наредником „Дебељком” Џадсоном. Касније, у локалном бару, Џадсон провоцира Маџиа и њих двојица су се замало сукобили пре него што је Ворден интервенисао.
Упркос упозорењу, Ворден ризикује затвор када почне да се виђа са Холмсовом женом Карен. Она и Холмс варају једно друго, а њихов брак је нарочито погоршан мртворођеним дететом и каснијом Каренином неплодношћу. Карен охрабрује Вордена да постане официр, што би јој омогућило да се разведе од Холмса и уда за њега.
Мџио је осуђен на војни затвор након што је напустио стражу и напио се, а Џадсон, као управник војног затвора, редовно га туче. Пруит открива да се Лорена заправо зове Алма и да је њен циљ да заради довољно новца у клубу да се врати на копно. Пруит јој каже да је његова будућност у војсци и њих двоје се питају да ли имају заједничку будућност.
Члан Холмсовог боксерског тима, наредник Галович, сукобљава се са Пруитом. Борба је пријављена Холмсу који је посматра без интервенције. Холмс се спрема да поново казни Пруита, али када му је речено да је Галович започео тучу, Холмс не предузима ништа. Командант пука посматра Холмсово понашање и, након истраге, даје му могућност да поднесе оставку уместо војног суда. Холмсова замена, капетан Рос, опомиње остале подофицире, деградира Галовича у редова и потврђује да више неће бити унапређења кроз бокс.
Маџио бежи из затвора након што га Џадсон једном приликом брутално пребије, и умире у Пруитовим рукама. У потрази за осветом, Пруит се бори ножевима са Џадсоном. Пруит га убија, али је тешко рањен и остаје са Лореном. Ворден покрива Пруитово одсуство у касарни.
Карен говори Вордену да их је Холмсова оставка натерала да се врате на копно, а Ворден открива да нема интереса да постане официр, чиме се окончава њихова веза. Ворден јој обећава да ће се једног дана негде срести.
Следећег јутра, Јапанци нападају Перл Харбор, терајући људе у Скофилду да крену у акцију. Ворден преузима команду и наређује да се пробије просторија за снабдевање муницијом и гађају непријатељски авиони. Упркос Лорениним молбама да остане са њом, Пруит покушава да се поново придружи својој чети, али га војна полиција убије када одбије да стане. Ворден га идентификује као доброг војника, али тврдоглавог.
Данима касније, Карен и Лорена случајно стоје једна поред друге на броду који иде на копно. Карен баца своје леје у море питајући се да ли ће се икада вратити на Хаваје. Лорена каже Карен да се не враћа и да је њен „вереник”, Пруит, био пилот бомбардера који је херојски погинуо током одбране Перл Харбора и добио сребрну звезду (што није тачно). Карен препознаје његово име, али не говори ништа.

## Улоге
| Глумац           | Улога                              |
| ---------------- | ---------------------------------- |
| Берт Ланкастер   | наредник Милтон Ворден             |
| Монтгомери Клифт | редов Роберт Е. Ли Пруит           |
| Дебора Кер       | Карен Холмс                        |
| Дона Рид         | Алма „Лорена” Берк                 |
| Френк Синатра    | редов Анџело Маџио                 |
| Филип Обер       | капетан Дејна „Динамит” Холмс      |
| Мики Шонеси      | десетар Лива                       |
| Хари Белавер     | редов Мазиоли                      |
| Ернест Боргнајн  | наредник Џејмс Р. „Дебељко” Џадсон |
| Џек Ворден       | десетар Бакли                      |
| Џон Денис        | наредник Ајк Галович               |
| Мерл Травис      | Сал Андерсон                       |
| Тим Рајан        | наредник Пит Карелсен              |
| Артур Киган      | Тредвел                            |
| Барбара Морисон  | госпођа Кифер                      |
| Џорџ Ривс        | наредник Мејлон Старк              |
| Клод Ејкинс      | наредник „Ћелави” Дом              |
| Алвин Сарџент    | Нер                                |
| Џозеф Сарџент    | војник                             |
| Роберт Џ. Вилки  | наредник Хендерсон                 |
| Карлтон Јанг     | пуковник Ерс                       |

## Награде и номинације

### Оскар
| Награде                  | Особа                    |
| Најбољи филм             | Бади Адлер               |
| Најбољи редитељ          | Фред Зинеман             |
| Најбољи сценарио         | Данијел Тарадаш          |
| Најбољи споредни глумац  | Френк Синатра            |
| Најбоља споредна глумица | Дона Рид                 |
| Најбоља фотографија      | Бернет Гафи              |
| Најбоља монтажа          | Вилијам Лајон            |
| Најбољи звук             | Џон П. Ливадари          |
| Номинације               | Особа                    |
| Најбољи глумац           | Монтгомери Клифт         |
| Најбољи глумац           | Берт Ланкастер           |
| Најбоља глумица          | Дебора Кер               |
| Најбоља костимографија   | Жан Луј                  |
| Најбоља музика           | Морис Столоф Џорџ Дунинг |